# Гольцгаузена перекриття
Перекриття́ Гольцгаузена — ідея в шаховій композиції. Суть ідеї — перекриття однієї фігури іншою, однаково ходячою, фігурою одного і того ж кольору.

## Історія

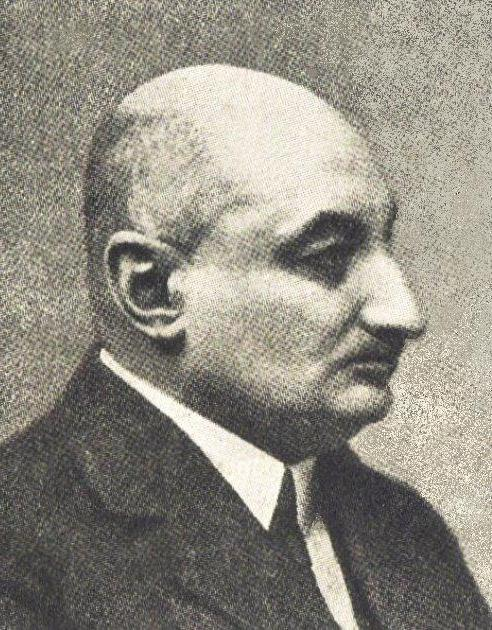
Вальтер фон Гольцгаузен

Ідею запропонував у першій половині ХХ століття німецький шаховий композитор Вальтер фон Гольцгаузен.
Для досягнення мети вступним ходом створюються передумови для того, щоб одна фігура перекривала іншу однаково ходячу фігуру. Внаслідок цього перекриття стає «незручна» позиція двох фігур, тому вже немає можливості захистити короля від неминучого мату.
Ця ідея дістала назву — перекриття Гольцгаузена. На відміну від перекриття Плахутти при перекритті Гольцгаузена немає взаємного перекриття.

## Форми перекриття
Існують чорна і біла форми перекриття Гольцгаузена.

### Чорна форма перекриття
При перекритті чорних фігур проходить чорна форма перекриття Гольцгаузена.
|   | a | b | c | d | e | f | g | h |   |
| 8 | a5 білий король · b5 чорний пішак · a4 чорний пішак · b4 білий ферзь · a3 білий пішак · c3 білий слон · d3 білий слон · a2 чорний король · h2 чорна тура · d1 чорна тура · h1 чорний кінь | a5 білий король · b5 чорний пішак · a4 чорний пішак · b4 білий ферзь · a3 білий пішак · c3 білий слон · d3 білий слон · a2 чорний король · h2 чорна тура · d1 чорна тура · h1 чорний кінь | a5 білий король · b5 чорний пішак · a4 чорний пішак · b4 білий ферзь · a3 білий пішак · c3 білий слон · d3 білий слон · a2 чорний король · h2 чорна тура · d1 чорна тура · h1 чорний кінь | a5 білий король · b5 чорний пішак · a4 чорний пішак · b4 білий ферзь · a3 білий пішак · c3 білий слон · d3 білий слон · a2 чорний король · h2 чорна тура · d1 чорна тура · h1 чорний кінь | a5 білий король · b5 чорний пішак · a4 чорний пішак · b4 білий ферзь · a3 білий пішак · c3 білий слон · d3 білий слон · a2 чорний король · h2 чорна тура · d1 чорна тура · h1 чорний кінь | a5 білий король · b5 чорний пішак · a4 чорний пішак · b4 білий ферзь · a3 білий пішак · c3 білий слон · d3 білий слон · a2 чорний король · h2 чорна тура · d1 чорна тура · h1 чорний кінь | a5 білий король · b5 чорний пішак · a4 чорний пішак · b4 білий ферзь · a3 білий пішак · c3 білий слон · d3 білий слон · a2 чорний король · h2 чорна тура · d1 чорна тура · h1 чорний кінь | a5 білий король · b5 чорний пішак · a4 чорний пішак · b4 білий ферзь · a3 білий пішак · c3 білий слон · d3 білий слон · a2 чорний король · h2 чорна тура · d1 чорна тура · h1 чорний кінь | 8 |
| 7 | a5 білий король · b5 чорний пішак · a4 чорний пішак · b4 білий ферзь · a3 білий пішак · c3 білий слон · d3 білий слон · a2 чорний король · h2 чорна тура · d1 чорна тура · h1 чорний кінь | a5 білий король · b5 чорний пішак · a4 чорний пішак · b4 білий ферзь · a3 білий пішак · c3 білий слон · d3 білий слон · a2 чорний король · h2 чорна тура · d1 чорна тура · h1 чорний кінь | a5 білий король · b5 чорний пішак · a4 чорний пішак · b4 білий ферзь · a3 білий пішак · c3 білий слон · d3 білий слон · a2 чорний король · h2 чорна тура · d1 чорна тура · h1 чорний кінь | a5 білий король · b5 чорний пішак · a4 чорний пішак · b4 білий ферзь · a3 білий пішак · c3 білий слон · d3 білий слон · a2 чорний король · h2 чорна тура · d1 чорна тура · h1 чорний кінь | a5 білий король · b5 чорний пішак · a4 чорний пішак · b4 білий ферзь · a3 білий пішак · c3 білий слон · d3 білий слон · a2 чорний король · h2 чорна тура · d1 чорна тура · h1 чорний кінь | a5 білий король · b5 чорний пішак · a4 чорний пішак · b4 білий ферзь · a3 білий пішак · c3 білий слон · d3 білий слон · a2 чорний король · h2 чорна тура · d1 чорна тура · h1 чорний кінь | a5 білий король · b5 чорний пішак · a4 чорний пішак · b4 білий ферзь · a3 білий пішак · c3 білий слон · d3 білий слон · a2 чорний король · h2 чорна тура · d1 чорна тура · h1 чорний кінь | a5 білий король · b5 чорний пішак · a4 чорний пішак · b4 білий ферзь · a3 білий пішак · c3 білий слон · d3 білий слон · a2 чорний король · h2 чорна тура · d1 чорна тура · h1 чорний кінь | 7 |
| 6 | a5 білий король · b5 чорний пішак · a4 чорний пішак · b4 білий ферзь · a3 білий пішак · c3 білий слон · d3 білий слон · a2 чорний король · h2 чорна тура · d1 чорна тура · h1 чорний кінь | a5 білий король · b5 чорний пішак · a4 чорний пішак · b4 білий ферзь · a3 білий пішак · c3 білий слон · d3 білий слон · a2 чорний король · h2 чорна тура · d1 чорна тура · h1 чорний кінь | a5 білий король · b5 чорний пішак · a4 чорний пішак · b4 білий ферзь · a3 білий пішак · c3 білий слон · d3 білий слон · a2 чорний король · h2 чорна тура · d1 чорна тура · h1 чорний кінь | a5 білий король · b5 чорний пішак · a4 чорний пішак · b4 білий ферзь · a3 білий пішак · c3 білий слон · d3 білий слон · a2 чорний король · h2 чорна тура · d1 чорна тура · h1 чорний кінь | a5 білий король · b5 чорний пішак · a4 чорний пішак · b4 білий ферзь · a3 білий пішак · c3 білий слон · d3 білий слон · a2 чорний король · h2 чорна тура · d1 чорна тура · h1 чорний кінь | a5 білий король · b5 чорний пішак · a4 чорний пішак · b4 білий ферзь · a3 білий пішак · c3 білий слон · d3 білий слон · a2 чорний король · h2 чорна тура · d1 чорна тура · h1 чорний кінь | a5 білий король · b5 чорний пішак · a4 чорний пішак · b4 білий ферзь · a3 білий пішак · c3 білий слон · d3 білий слон · a2 чорний король · h2 чорна тура · d1 чорна тура · h1 чорний кінь | a5 білий король · b5 чорний пішак · a4 чорний пішак · b4 білий ферзь · a3 білий пішак · c3 білий слон · d3 білий слон · a2 чорний король · h2 чорна тура · d1 чорна тура · h1 чорний кінь | 6 |
| 5 | a5 білий король · b5 чорний пішак · a4 чорний пішак · b4 білий ферзь · a3 білий пішак · c3 білий слон · d3 білий слон · a2 чорний король · h2 чорна тура · d1 чорна тура · h1 чорний кінь | a5 білий король · b5 чорний пішак · a4 чорний пішак · b4 білий ферзь · a3 білий пішак · c3 білий слон · d3 білий слон · a2 чорний король · h2 чорна тура · d1 чорна тура · h1 чорний кінь | a5 білий король · b5 чорний пішак · a4 чорний пішак · b4 білий ферзь · a3 білий пішак · c3 білий слон · d3 білий слон · a2 чорний король · h2 чорна тура · d1 чорна тура · h1 чорний кінь | a5 білий король · b5 чорний пішак · a4 чорний пішак · b4 білий ферзь · a3 білий пішак · c3 білий слон · d3 білий слон · a2 чорний король · h2 чорна тура · d1 чорна тура · h1 чорний кінь | a5 білий король · b5 чорний пішак · a4 чорний пішак · b4 білий ферзь · a3 білий пішак · c3 білий слон · d3 білий слон · a2 чорний король · h2 чорна тура · d1 чорна тура · h1 чорний кінь | a5 білий король · b5 чорний пішак · a4 чорний пішак · b4 білий ферзь · a3 білий пішак · c3 білий слон · d3 білий слон · a2 чорний король · h2 чорна тура · d1 чорна тура · h1 чорний кінь | a5 білий король · b5 чорний пішак · a4 чорний пішак · b4 білий ферзь · a3 білий пішак · c3 білий слон · d3 білий слон · a2 чорний король · h2 чорна тура · d1 чорна тура · h1 чорний кінь | a5 білий король · b5 чорний пішак · a4 чорний пішак · b4 білий ферзь · a3 білий пішак · c3 білий слон · d3 білий слон · a2 чорний король · h2 чорна тура · d1 чорна тура · h1 чорний кінь | 5 |
| 4 | a5 білий король · b5 чорний пішак · a4 чорний пішак · b4 білий ферзь · a3 білий пішак · c3 білий слон · d3 білий слон · a2 чорний король · h2 чорна тура · d1 чорна тура · h1 чорний кінь | a5 білий король · b5 чорний пішак · a4 чорний пішак · b4 білий ферзь · a3 білий пішак · c3 білий слон · d3 білий слон · a2 чорний король · h2 чорна тура · d1 чорна тура · h1 чорний кінь | a5 білий король · b5 чорний пішак · a4 чорний пішак · b4 білий ферзь · a3 білий пішак · c3 білий слон · d3 білий слон · a2 чорний король · h2 чорна тура · d1 чорна тура · h1 чорний кінь | a5 білий король · b5 чорний пішак · a4 чорний пішак · b4 білий ферзь · a3 білий пішак · c3 білий слон · d3 білий слон · a2 чорний король · h2 чорна тура · d1 чорна тура · h1 чорний кінь | a5 білий король · b5 чорний пішак · a4 чорний пішак · b4 білий ферзь · a3 білий пішак · c3 білий слон · d3 білий слон · a2 чорний король · h2 чорна тура · d1 чорна тура · h1 чорний кінь | a5 білий король · b5 чорний пішак · a4 чорний пішак · b4 білий ферзь · a3 білий пішак · c3 білий слон · d3 білий слон · a2 чорний король · h2 чорна тура · d1 чорна тура · h1 чорний кінь | a5 білий король · b5 чорний пішак · a4 чорний пішак · b4 білий ферзь · a3 білий пішак · c3 білий слон · d3 білий слон · a2 чорний король · h2 чорна тура · d1 чорна тура · h1 чорний кінь | a5 білий король · b5 чорний пішак · a4 чорний пішак · b4 білий ферзь · a3 білий пішак · c3 білий слон · d3 білий слон · a2 чорний король · h2 чорна тура · d1 чорна тура · h1 чорний кінь | 4 |
| 3 | a5 білий король · b5 чорний пішак · a4 чорний пішак · b4 білий ферзь · a3 білий пішак · c3 білий слон · d3 білий слон · a2 чорний король · h2 чорна тура · d1 чорна тура · h1 чорний кінь | a5 білий король · b5 чорний пішак · a4 чорний пішак · b4 білий ферзь · a3 білий пішак · c3 білий слон · d3 білий слон · a2 чорний король · h2 чорна тура · d1 чорна тура · h1 чорний кінь | a5 білий король · b5 чорний пішак · a4 чорний пішак · b4 білий ферзь · a3 білий пішак · c3 білий слон · d3 білий слон · a2 чорний король · h2 чорна тура · d1 чорна тура · h1 чорний кінь | a5 білий король · b5 чорний пішак · a4 чорний пішак · b4 білий ферзь · a3 білий пішак · c3 білий слон · d3 білий слон · a2 чорний король · h2 чорна тура · d1 чорна тура · h1 чорний кінь | a5 білий король · b5 чорний пішак · a4 чорний пішак · b4 білий ферзь · a3 білий пішак · c3 білий слон · d3 білий слон · a2 чорний король · h2 чорна тура · d1 чорна тура · h1 чорний кінь | a5 білий король · b5 чорний пішак · a4 чорний пішак · b4 білий ферзь · a3 білий пішак · c3 білий слон · d3 білий слон · a2 чорний король · h2 чорна тура · d1 чорна тура · h1 чорний кінь | a5 білий король · b5 чорний пішак · a4 чорний пішак · b4 білий ферзь · a3 білий пішак · c3 білий слон · d3 білий слон · a2 чорний король · h2 чорна тура · d1 чорна тура · h1 чорний кінь | a5 білий король · b5 чорний пішак · a4 чорний пішак · b4 білий ферзь · a3 білий пішак · c3 білий слон · d3 білий слон · a2 чорний король · h2 чорна тура · d1 чорна тура · h1 чорний кінь | 3 |
| 2 | a5 білий король · b5 чорний пішак · a4 чорний пішак · b4 білий ферзь · a3 білий пішак · c3 білий слон · d3 білий слон · a2 чорний король · h2 чорна тура · d1 чорна тура · h1 чорний кінь | a5 білий король · b5 чорний пішак · a4 чорний пішак · b4 білий ферзь · a3 білий пішак · c3 білий слон · d3 білий слон · a2 чорний король · h2 чорна тура · d1 чорна тура · h1 чорний кінь | a5 білий король · b5 чорний пішак · a4 чорний пішак · b4 білий ферзь · a3 білий пішак · c3 білий слон · d3 білий слон · a2 чорний король · h2 чорна тура · d1 чорна тура · h1 чорний кінь | a5 білий король · b5 чорний пішак · a4 чорний пішак · b4 білий ферзь · a3 білий пішак · c3 білий слон · d3 білий слон · a2 чорний король · h2 чорна тура · d1 чорна тура · h1 чорний кінь | a5 білий король · b5 чорний пішак · a4 чорний пішак · b4 білий ферзь · a3 білий пішак · c3 білий слон · d3 білий слон · a2 чорний король · h2 чорна тура · d1 чорна тура · h1 чорний кінь | a5 білий король · b5 чорний пішак · a4 чорний пішак · b4 білий ферзь · a3 білий пішак · c3 білий слон · d3 білий слон · a2 чорний король · h2 чорна тура · d1 чорна тура · h1 чорний кінь | a5 білий король · b5 чорний пішак · a4 чорний пішак · b4 білий ферзь · a3 білий пішак · c3 білий слон · d3 білий слон · a2 чорний король · h2 чорна тура · d1 чорна тура · h1 чорний кінь | a5 білий король · b5 чорний пішак · a4 чорний пішак · b4 білий ферзь · a3 білий пішак · c3 білий слон · d3 білий слон · a2 чорний король · h2 чорна тура · d1 чорна тура · h1 чорний кінь | 2 |
| 1 | a5 білий король · b5 чорний пішак · a4 чорний пішак · b4 білий ферзь · a3 білий пішак · c3 білий слон · d3 білий слон · a2 чорний король · h2 чорна тура · d1 чорна тура · h1 чорний кінь | a5 білий король · b5 чорний пішак · a4 чорний пішак · b4 білий ферзь · a3 білий пішак · c3 білий слон · d3 білий слон · a2 чорний король · h2 чорна тура · d1 чорна тура · h1 чорний кінь | a5 білий король · b5 чорний пішак · a4 чорний пішак · b4 білий ферзь · a3 білий пішак · c3 білий слон · d3 білий слон · a2 чорний король · h2 чорна тура · d1 чорна тура · h1 чорний кінь | a5 білий король · b5 чорний пішак · a4 чорний пішак · b4 білий ферзь · a3 білий пішак · c3 білий слон · d3 білий слон · a2 чорний король · h2 чорна тура · d1 чорна тура · h1 чорний кінь | a5 білий король · b5 чорний пішак · a4 чорний пішак · b4 білий ферзь · a3 білий пішак · c3 білий слон · d3 білий слон · a2 чорний король · h2 чорна тура · d1 чорна тура · h1 чорний кінь | a5 білий король · b5 чорний пішак · a4 чорний пішак · b4 білий ферзь · a3 білий пішак · c3 білий слон · d3 білий слон · a2 чорний король · h2 чорна тура · d1 чорна тура · h1 чорний кінь | a5 білий король · b5 чорний пішак · a4 чорний пішак · b4 білий ферзь · a3 білий пішак · c3 білий слон · d3 білий слон · a2 чорний король · h2 чорна тура · d1 чорна тура · h1 чорний кінь | a5 білий король · b5 чорний пішак · a4 чорний пішак · b4 білий ферзь · a3 білий пішак · c3 білий слон · d3 білий слон · a2 чорний король · h2 чорна тура · d1 чорна тура · h1 чорний кінь | 1 |
|   | a | b | c | d | e | f | g | h |   |

FEN: 8/8/8/Kp6/pQ6/P1BB4/k6r/3r3n
1. Bh7? Rg1!
1. Bg6? Rf1!
1. Bf5? Re1!
1. Be4! ~ Zz
1. ... Rg2 2. Bh7 Rh2 (2. ... Rdg1?) 3. Bg8+ Rd5 4. Bxd5#
1. ... Rf2 2. Bg6 Rh2 3. Bf7+ Rd5 4. Bxd5#
1. ... Re2 2. Bf5 Rh2 3. Be6+ Rd5 4. Bxd5#
Чорна тура «h2», рухаючись по горизонталі «2» контролює поле «b2», але при цьому у тематичних варіантах білі змушують її ходити на «незручні» для чорних поля, перекриваючи лінію, на яку б повинна для захисту потрапляти тура «d1», рухаючись по першій горизонталі.

### Біла форма перекриття
При перекритті білих фігур, наприклад в хибних слідах, проходить біла форма перекриття Гольцгаузена.
|   | a | b | c | d | e | f | g | h |   |
| 8 | b7 біла тура · f7 чорний пішак · h7 білий король · a6 білий ферзь · e6 білий слон · f5 чорний пішак · g4 чорний слон · a3 чорний слон · c3 білий слон · e3 чорний пішак · a2 білий кінь · c2 чорний король · a1 чорний кінь · h1 біла тура | b7 біла тура · f7 чорний пішак · h7 білий король · a6 білий ферзь · e6 білий слон · f5 чорний пішак · g4 чорний слон · a3 чорний слон · c3 білий слон · e3 чорний пішак · a2 білий кінь · c2 чорний король · a1 чорний кінь · h1 біла тура | b7 біла тура · f7 чорний пішак · h7 білий король · a6 білий ферзь · e6 білий слон · f5 чорний пішак · g4 чорний слон · a3 чорний слон · c3 білий слон · e3 чорний пішак · a2 білий кінь · c2 чорний король · a1 чорний кінь · h1 біла тура | b7 біла тура · f7 чорний пішак · h7 білий король · a6 білий ферзь · e6 білий слон · f5 чорний пішак · g4 чорний слон · a3 чорний слон · c3 білий слон · e3 чорний пішак · a2 білий кінь · c2 чорний король · a1 чорний кінь · h1 біла тура | b7 біла тура · f7 чорний пішак · h7 білий король · a6 білий ферзь · e6 білий слон · f5 чорний пішак · g4 чорний слон · a3 чорний слон · c3 білий слон · e3 чорний пішак · a2 білий кінь · c2 чорний король · a1 чорний кінь · h1 біла тура | b7 біла тура · f7 чорний пішак · h7 білий король · a6 білий ферзь · e6 білий слон · f5 чорний пішак · g4 чорний слон · a3 чорний слон · c3 білий слон · e3 чорний пішак · a2 білий кінь · c2 чорний король · a1 чорний кінь · h1 біла тура | b7 біла тура · f7 чорний пішак · h7 білий король · a6 білий ферзь · e6 білий слон · f5 чорний пішак · g4 чорний слон · a3 чорний слон · c3 білий слон · e3 чорний пішак · a2 білий кінь · c2 чорний король · a1 чорний кінь · h1 біла тура | b7 біла тура · f7 чорний пішак · h7 білий король · a6 білий ферзь · e6 білий слон · f5 чорний пішак · g4 чорний слон · a3 чорний слон · c3 білий слон · e3 чорний пішак · a2 білий кінь · c2 чорний король · a1 чорний кінь · h1 біла тура | 8 |
| 7 | b7 біла тура · f7 чорний пішак · h7 білий король · a6 білий ферзь · e6 білий слон · f5 чорний пішак · g4 чорний слон · a3 чорний слон · c3 білий слон · e3 чорний пішак · a2 білий кінь · c2 чорний король · a1 чорний кінь · h1 біла тура | b7 біла тура · f7 чорний пішак · h7 білий король · a6 білий ферзь · e6 білий слон · f5 чорний пішак · g4 чорний слон · a3 чорний слон · c3 білий слон · e3 чорний пішак · a2 білий кінь · c2 чорний король · a1 чорний кінь · h1 біла тура | b7 біла тура · f7 чорний пішак · h7 білий король · a6 білий ферзь · e6 білий слон · f5 чорний пішак · g4 чорний слон · a3 чорний слон · c3 білий слон · e3 чорний пішак · a2 білий кінь · c2 чорний король · a1 чорний кінь · h1 біла тура | b7 біла тура · f7 чорний пішак · h7 білий король · a6 білий ферзь · e6 білий слон · f5 чорний пішак · g4 чорний слон · a3 чорний слон · c3 білий слон · e3 чорний пішак · a2 білий кінь · c2 чорний король · a1 чорний кінь · h1 біла тура | b7 біла тура · f7 чорний пішак · h7 білий король · a6 білий ферзь · e6 білий слон · f5 чорний пішак · g4 чорний слон · a3 чорний слон · c3 білий слон · e3 чорний пішак · a2 білий кінь · c2 чорний король · a1 чорний кінь · h1 біла тура | b7 біла тура · f7 чорний пішак · h7 білий король · a6 білий ферзь · e6 білий слон · f5 чорний пішак · g4 чорний слон · a3 чорний слон · c3 білий слон · e3 чорний пішак · a2 білий кінь · c2 чорний король · a1 чорний кінь · h1 біла тура | b7 біла тура · f7 чорний пішак · h7 білий король · a6 білий ферзь · e6 білий слон · f5 чорний пішак · g4 чорний слон · a3 чорний слон · c3 білий слон · e3 чорний пішак · a2 білий кінь · c2 чорний король · a1 чорний кінь · h1 біла тура | b7 біла тура · f7 чорний пішак · h7 білий король · a6 білий ферзь · e6 білий слон · f5 чорний пішак · g4 чорний слон · a3 чорний слон · c3 білий слон · e3 чорний пішак · a2 білий кінь · c2 чорний король · a1 чорний кінь · h1 біла тура | 7 |
| 6 | b7 біла тура · f7 чорний пішак · h7 білий король · a6 білий ферзь · e6 білий слон · f5 чорний пішак · g4 чорний слон · a3 чорний слон · c3 білий слон · e3 чорний пішак · a2 білий кінь · c2 чорний король · a1 чорний кінь · h1 біла тура | b7 біла тура · f7 чорний пішак · h7 білий король · a6 білий ферзь · e6 білий слон · f5 чорний пішак · g4 чорний слон · a3 чорний слон · c3 білий слон · e3 чорний пішак · a2 білий кінь · c2 чорний король · a1 чорний кінь · h1 біла тура | b7 біла тура · f7 чорний пішак · h7 білий король · a6 білий ферзь · e6 білий слон · f5 чорний пішак · g4 чорний слон · a3 чорний слон · c3 білий слон · e3 чорний пішак · a2 білий кінь · c2 чорний король · a1 чорний кінь · h1 біла тура | b7 біла тура · f7 чорний пішак · h7 білий король · a6 білий ферзь · e6 білий слон · f5 чорний пішак · g4 чорний слон · a3 чорний слон · c3 білий слон · e3 чорний пішак · a2 білий кінь · c2 чорний король · a1 чорний кінь · h1 біла тура | b7 біла тура · f7 чорний пішак · h7 білий король · a6 білий ферзь · e6 білий слон · f5 чорний пішак · g4 чорний слон · a3 чорний слон · c3 білий слон · e3 чорний пішак · a2 білий кінь · c2 чорний король · a1 чорний кінь · h1 біла тура | b7 біла тура · f7 чорний пішак · h7 білий король · a6 білий ферзь · e6 білий слон · f5 чорний пішак · g4 чорний слон · a3 чорний слон · c3 білий слон · e3 чорний пішак · a2 білий кінь · c2 чорний король · a1 чорний кінь · h1 біла тура | b7 біла тура · f7 чорний пішак · h7 білий король · a6 білий ферзь · e6 білий слон · f5 чорний пішак · g4 чорний слон · a3 чорний слон · c3 білий слон · e3 чорний пішак · a2 білий кінь · c2 чорний король · a1 чорний кінь · h1 біла тура | b7 біла тура · f7 чорний пішак · h7 білий король · a6 білий ферзь · e6 білий слон · f5 чорний пішак · g4 чорний слон · a3 чорний слон · c3 білий слон · e3 чорний пішак · a2 білий кінь · c2 чорний король · a1 чорний кінь · h1 біла тура | 6 |
| 5 | b7 біла тура · f7 чорний пішак · h7 білий король · a6 білий ферзь · e6 білий слон · f5 чорний пішак · g4 чорний слон · a3 чорний слон · c3 білий слон · e3 чорний пішак · a2 білий кінь · c2 чорний король · a1 чорний кінь · h1 біла тура | b7 біла тура · f7 чорний пішак · h7 білий король · a6 білий ферзь · e6 білий слон · f5 чорний пішак · g4 чорний слон · a3 чорний слон · c3 білий слон · e3 чорний пішак · a2 білий кінь · c2 чорний король · a1 чорний кінь · h1 біла тура | b7 біла тура · f7 чорний пішак · h7 білий король · a6 білий ферзь · e6 білий слон · f5 чорний пішак · g4 чорний слон · a3 чорний слон · c3 білий слон · e3 чорний пішак · a2 білий кінь · c2 чорний король · a1 чорний кінь · h1 біла тура | b7 біла тура · f7 чорний пішак · h7 білий король · a6 білий ферзь · e6 білий слон · f5 чорний пішак · g4 чорний слон · a3 чорний слон · c3 білий слон · e3 чорний пішак · a2 білий кінь · c2 чорний король · a1 чорний кінь · h1 біла тура | b7 біла тура · f7 чорний пішак · h7 білий король · a6 білий ферзь · e6 білий слон · f5 чорний пішак · g4 чорний слон · a3 чорний слон · c3 білий слон · e3 чорний пішак · a2 білий кінь · c2 чорний король · a1 чорний кінь · h1 біла тура | b7 біла тура · f7 чорний пішак · h7 білий король · a6 білий ферзь · e6 білий слон · f5 чорний пішак · g4 чорний слон · a3 чорний слон · c3 білий слон · e3 чорний пішак · a2 білий кінь · c2 чорний король · a1 чорний кінь · h1 біла тура | b7 біла тура · f7 чорний пішак · h7 білий король · a6 білий ферзь · e6 білий слон · f5 чорний пішак · g4 чорний слон · a3 чорний слон · c3 білий слон · e3 чорний пішак · a2 білий кінь · c2 чорний король · a1 чорний кінь · h1 біла тура | b7 біла тура · f7 чорний пішак · h7 білий король · a6 білий ферзь · e6 білий слон · f5 чорний пішак · g4 чорний слон · a3 чорний слон · c3 білий слон · e3 чорний пішак · a2 білий кінь · c2 чорний король · a1 чорний кінь · h1 біла тура | 5 |
| 4 | b7 біла тура · f7 чорний пішак · h7 білий король · a6 білий ферзь · e6 білий слон · f5 чорний пішак · g4 чорний слон · a3 чорний слон · c3 білий слон · e3 чорний пішак · a2 білий кінь · c2 чорний король · a1 чорний кінь · h1 біла тура | b7 біла тура · f7 чорний пішак · h7 білий король · a6 білий ферзь · e6 білий слон · f5 чорний пішак · g4 чорний слон · a3 чорний слон · c3 білий слон · e3 чорний пішак · a2 білий кінь · c2 чорний король · a1 чорний кінь · h1 біла тура | b7 біла тура · f7 чорний пішак · h7 білий король · a6 білий ферзь · e6 білий слон · f5 чорний пішак · g4 чорний слон · a3 чорний слон · c3 білий слон · e3 чорний пішак · a2 білий кінь · c2 чорний король · a1 чорний кінь · h1 біла тура | b7 біла тура · f7 чорний пішак · h7 білий король · a6 білий ферзь · e6 білий слон · f5 чорний пішак · g4 чорний слон · a3 чорний слон · c3 білий слон · e3 чорний пішак · a2 білий кінь · c2 чорний король · a1 чорний кінь · h1 біла тура | b7 біла тура · f7 чорний пішак · h7 білий король · a6 білий ферзь · e6 білий слон · f5 чорний пішак · g4 чорний слон · a3 чорний слон · c3 білий слон · e3 чорний пішак · a2 білий кінь · c2 чорний король · a1 чорний кінь · h1 біла тура | b7 біла тура · f7 чорний пішак · h7 білий король · a6 білий ферзь · e6 білий слон · f5 чорний пішак · g4 чорний слон · a3 чорний слон · c3 білий слон · e3 чорний пішак · a2 білий кінь · c2 чорний король · a1 чорний кінь · h1 біла тура | b7 біла тура · f7 чорний пішак · h7 білий король · a6 білий ферзь · e6 білий слон · f5 чорний пішак · g4 чорний слон · a3 чорний слон · c3 білий слон · e3 чорний пішак · a2 білий кінь · c2 чорний король · a1 чорний кінь · h1 біла тура | b7 біла тура · f7 чорний пішак · h7 білий король · a6 білий ферзь · e6 білий слон · f5 чорний пішак · g4 чорний слон · a3 чорний слон · c3 білий слон · e3 чорний пішак · a2 білий кінь · c2 чорний король · a1 чорний кінь · h1 біла тура | 4 |
| 3 | b7 біла тура · f7 чорний пішак · h7 білий король · a6 білий ферзь · e6 білий слон · f5 чорний пішак · g4 чорний слон · a3 чорний слон · c3 білий слон · e3 чорний пішак · a2 білий кінь · c2 чорний король · a1 чорний кінь · h1 біла тура | b7 біла тура · f7 чорний пішак · h7 білий король · a6 білий ферзь · e6 білий слон · f5 чорний пішак · g4 чорний слон · a3 чорний слон · c3 білий слон · e3 чорний пішак · a2 білий кінь · c2 чорний король · a1 чорний кінь · h1 біла тура | b7 біла тура · f7 чорний пішак · h7 білий король · a6 білий ферзь · e6 білий слон · f5 чорний пішак · g4 чорний слон · a3 чорний слон · c3 білий слон · e3 чорний пішак · a2 білий кінь · c2 чорний король · a1 чорний кінь · h1 біла тура | b7 біла тура · f7 чорний пішак · h7 білий король · a6 білий ферзь · e6 білий слон · f5 чорний пішак · g4 чорний слон · a3 чорний слон · c3 білий слон · e3 чорний пішак · a2 білий кінь · c2 чорний король · a1 чорний кінь · h1 біла тура | b7 біла тура · f7 чорний пішак · h7 білий король · a6 білий ферзь · e6 білий слон · f5 чорний пішак · g4 чорний слон · a3 чорний слон · c3 білий слон · e3 чорний пішак · a2 білий кінь · c2 чорний король · a1 чорний кінь · h1 біла тура | b7 біла тура · f7 чорний пішак · h7 білий король · a6 білий ферзь · e6 білий слон · f5 чорний пішак · g4 чорний слон · a3 чорний слон · c3 білий слон · e3 чорний пішак · a2 білий кінь · c2 чорний король · a1 чорний кінь · h1 біла тура | b7 біла тура · f7 чорний пішак · h7 білий король · a6 білий ферзь · e6 білий слон · f5 чорний пішак · g4 чорний слон · a3 чорний слон · c3 білий слон · e3 чорний пішак · a2 білий кінь · c2 чорний король · a1 чорний кінь · h1 біла тура | b7 біла тура · f7 чорний пішак · h7 білий король · a6 білий ферзь · e6 білий слон · f5 чорний пішак · g4 чорний слон · a3 чорний слон · c3 білий слон · e3 чорний пішак · a2 білий кінь · c2 чорний король · a1 чорний кінь · h1 біла тура | 3 |
| 2 | b7 біла тура · f7 чорний пішак · h7 білий король · a6 білий ферзь · e6 білий слон · f5 чорний пішак · g4 чорний слон · a3 чорний слон · c3 білий слон · e3 чорний пішак · a2 білий кінь · c2 чорний король · a1 чорний кінь · h1 біла тура | b7 біла тура · f7 чорний пішак · h7 білий король · a6 білий ферзь · e6 білий слон · f5 чорний пішак · g4 чорний слон · a3 чорний слон · c3 білий слон · e3 чорний пішак · a2 білий кінь · c2 чорний король · a1 чорний кінь · h1 біла тура | b7 біла тура · f7 чорний пішак · h7 білий король · a6 білий ферзь · e6 білий слон · f5 чорний пішак · g4 чорний слон · a3 чорний слон · c3 білий слон · e3 чорний пішак · a2 білий кінь · c2 чорний король · a1 чорний кінь · h1 біла тура | b7 біла тура · f7 чорний пішак · h7 білий король · a6 білий ферзь · e6 білий слон · f5 чорний пішак · g4 чорний слон · a3 чорний слон · c3 білий слон · e3 чорний пішак · a2 білий кінь · c2 чорний король · a1 чорний кінь · h1 біла тура | b7 біла тура · f7 чорний пішак · h7 білий король · a6 білий ферзь · e6 білий слон · f5 чорний пішак · g4 чорний слон · a3 чорний слон · c3 білий слон · e3 чорний пішак · a2 білий кінь · c2 чорний король · a1 чорний кінь · h1 біла тура | b7 біла тура · f7 чорний пішак · h7 білий король · a6 білий ферзь · e6 білий слон · f5 чорний пішак · g4 чорний слон · a3 чорний слон · c3 білий слон · e3 чорний пішак · a2 білий кінь · c2 чорний король · a1 чорний кінь · h1 біла тура | b7 біла тура · f7 чорний пішак · h7 білий король · a6 білий ферзь · e6 білий слон · f5 чорний пішак · g4 чорний слон · a3 чорний слон · c3 білий слон · e3 чорний пішак · a2 білий кінь · c2 чорний король · a1 чорний кінь · h1 біла тура | b7 біла тура · f7 чорний пішак · h7 білий король · a6 білий ферзь · e6 білий слон · f5 чорний пішак · g4 чорний слон · a3 чорний слон · c3 білий слон · e3 чорний пішак · a2 білий кінь · c2 чорний король · a1 чорний кінь · h1 біла тура | 2 |
| 1 | b7 біла тура · f7 чорний пішак · h7 білий король · a6 білий ферзь · e6 білий слон · f5 чорний пішак · g4 чорний слон · a3 чорний слон · c3 білий слон · e3 чорний пішак · a2 білий кінь · c2 чорний король · a1 чорний кінь · h1 біла тура | b7 біла тура · f7 чорний пішак · h7 білий король · a6 білий ферзь · e6 білий слон · f5 чорний пішак · g4 чорний слон · a3 чорний слон · c3 білий слон · e3 чорний пішак · a2 білий кінь · c2 чорний король · a1 чорний кінь · h1 біла тура | b7 біла тура · f7 чорний пішак · h7 білий король · a6 білий ферзь · e6 білий слон · f5 чорний пішак · g4 чорний слон · a3 чорний слон · c3 білий слон · e3 чорний пішак · a2 білий кінь · c2 чорний король · a1 чорний кінь · h1 біла тура | b7 біла тура · f7 чорний пішак · h7 білий король · a6 білий ферзь · e6 білий слон · f5 чорний пішак · g4 чорний слон · a3 чорний слон · c3 білий слон · e3 чорний пішак · a2 білий кінь · c2 чорний король · a1 чорний кінь · h1 біла тура | b7 біла тура · f7 чорний пішак · h7 білий король · a6 білий ферзь · e6 білий слон · f5 чорний пішак · g4 чорний слон · a3 чорний слон · c3 білий слон · e3 чорний пішак · a2 білий кінь · c2 чорний король · a1 чорний кінь · h1 біла тура | b7 біла тура · f7 чорний пішак · h7 білий король · a6 білий ферзь · e6 білий слон · f5 чорний пішак · g4 чорний слон · a3 чорний слон · c3 білий слон · e3 чорний пішак · a2 білий кінь · c2 чорний король · a1 чорний кінь · h1 біла тура | b7 біла тура · f7 чорний пішак · h7 білий король · a6 білий ферзь · e6 білий слон · f5 чорний пішак · g4 чорний слон · a3 чорний слон · c3 білий слон · e3 чорний пішак · a2 білий кінь · c2 чорний король · a1 чорний кінь · h1 біла тура | b7 біла тура · f7 чорний пішак · h7 білий король · a6 білий ферзь · e6 білий слон · f5 чорний пішак · g4 чорний слон · a3 чорний слон · c3 білий слон · e3 чорний пішак · a2 білий кінь · c2 чорний король · a1 чорний кінь · h1 біла тура | 1 |
|   | a | b | c | d | e | f | g | h |   |

FEN: 8/1R3p1K/Q3B3/5p2/6b1/b1B1p3/N1k5/n6R
1. Qb5? ~ 2. Qb1#, 1. ... Bb2! (2. Rxb2?)
1. Qf1? ~ 2. Qd1#, 1. ... Bc1! (2. Rxc1?)
1. Qc4? ~ 2. Ba5#, 1. ... Sb3! (2. Bxb3?)
1. Bc4? ~ 2. Bd3#, 1. ... Be2! (2. Qxe2?)
1. Rd1! ~ 2. Qd3#
1. ... Bxd1 2. Bxf5#
1. ... Kxd1 2. Qd3#
1. ... Be2 2. Qxe2#
В задачі пройшло чотири білих перекриття Гольцгаузена.